# Svîrîdî, Izeaslav
Svîrîdî (în ucraineană Свириди) este un sat în comuna Nove Selo din raionul Izeaslav, regiunea Hmelnîțkîi, Ucraina.

## Demografie
Componența lingvistică a localității Svîrîdî
     Ucraineană (99,61%)
     Alte limbi (0,39%)
Conform recensământului din 2001, majoritatea populației localității Svîrîdî era vorbitoare de ucraineană (99,61%), existând în minoritate și vorbitori de alte limbi.